# Beatriz Gomes
 (novembre 2023).
Si vous disposez d'ouvrages ou d'articles de référence ou si vous connaissez des sites web de qualité traitant du thème abordé ici, merci de compléter l'article en donnant les références utiles à sa vérifiabilité et en les liant à la section « Notes et références ».
Beatriz Gomes, née le 31 décembre 1979, est une kayakiste portugaise pratiquant le marathon et la course en ligne.

## Palmarès

### Jeux olympiques
- participation aux Jeux de 2012 en K2 et K4 - 500 m
- participation aux Jeux de 2008

### Championnats du monde de marathon
- 2009 à Crestuma,  Portugal
  -  Médaille d'or en K-1
  -  Médaille de bronze en K-2
- 2006 à Trémolat,  France
  -  Médaille d'argent en K-1
- 2004 à Bergen,  Norvège
  -  Médaille d'argent en K-1

### Championnats du monde de course en ligne
- 2009 à Dartmouth,  Canada
  -  Médaille de bronze en K-4 200 m

### Championnats d'Europe de course en ligne
- 2012 à Zagreb,  Croatie
  -  Médaille de bronze en K-2 200 m